# Municipio de Salem (condado de Monroe)
El municipio de Salem (en inglés: Salem Township) es un municipio ubicado en el condado de Monroe en el estado estadounidense de Ohio. En el año 2010 tenía una población de 1001 habitantes y una densidad poblacional de 14,61 personas por km².

## Geografía
El municipio de Salem se encuentra ubicado en las coordenadas 39°45′56″N 80°53′44″O / 39.76556, -80.89556. Según la Oficina del Censo de los Estados Unidos, el municipio tiene una superficie total de 68.49 km², de la cual 66,81 km² corresponden a tierra firme y (2,45 %) 1,68 km² es agua.

## Demografía
Según el censo de 2010, había 1001 personas residiendo en el municipio de Salem. La densidad de población era de 14,61 hab./km². De los 1001 habitantes, el municipio de Salem estaba compuesto por el 98,2 % blancos, el 0,6 % eran afroamericanos, el 0,1 % eran amerindios, el 0,1 % eran isleños del Pacífico y el 1 % eran de una mezcla de razas. Del total de la población el 0,3 % eran hispanos o latinos de cualquier raza.